# Uragano Grace
L'Uragano Grace è stato un uragano di categoria 2 di breve durata che ha contribuito alla formazione della Tempesta perfetta del 1991.
Formato il 26 ottobre, l'Uragano Grace era inizialmente un ciclone subtropicale, cioè parzialmente tropicale e parzialmente extratropicale. È diventato un ciclone tropicale il 27 ottobre e alla fine ha raggiunto il picco con venti di 165 km/h (105 mph). L'uragano passò vicino alle Bermuda, ma non creò una grande devastazione.
Una tempesta extratropicale in via di sviluppo a nord spinse il Grace verso est; e l'uragano fu infine assorbito nella circolazione di un più grande sistema a bassa pressione. Alimentato dal contrasto tra l'aria fredda dal nord-ovest e l'aria calda dai resti del Grace, questa tempesta è diventata un grande e potente grecale che ha causato onde estremamente alte, e ha provocato gravi danni lungo la costa orientale degli Stati Uniti.

## Storia meteorologica

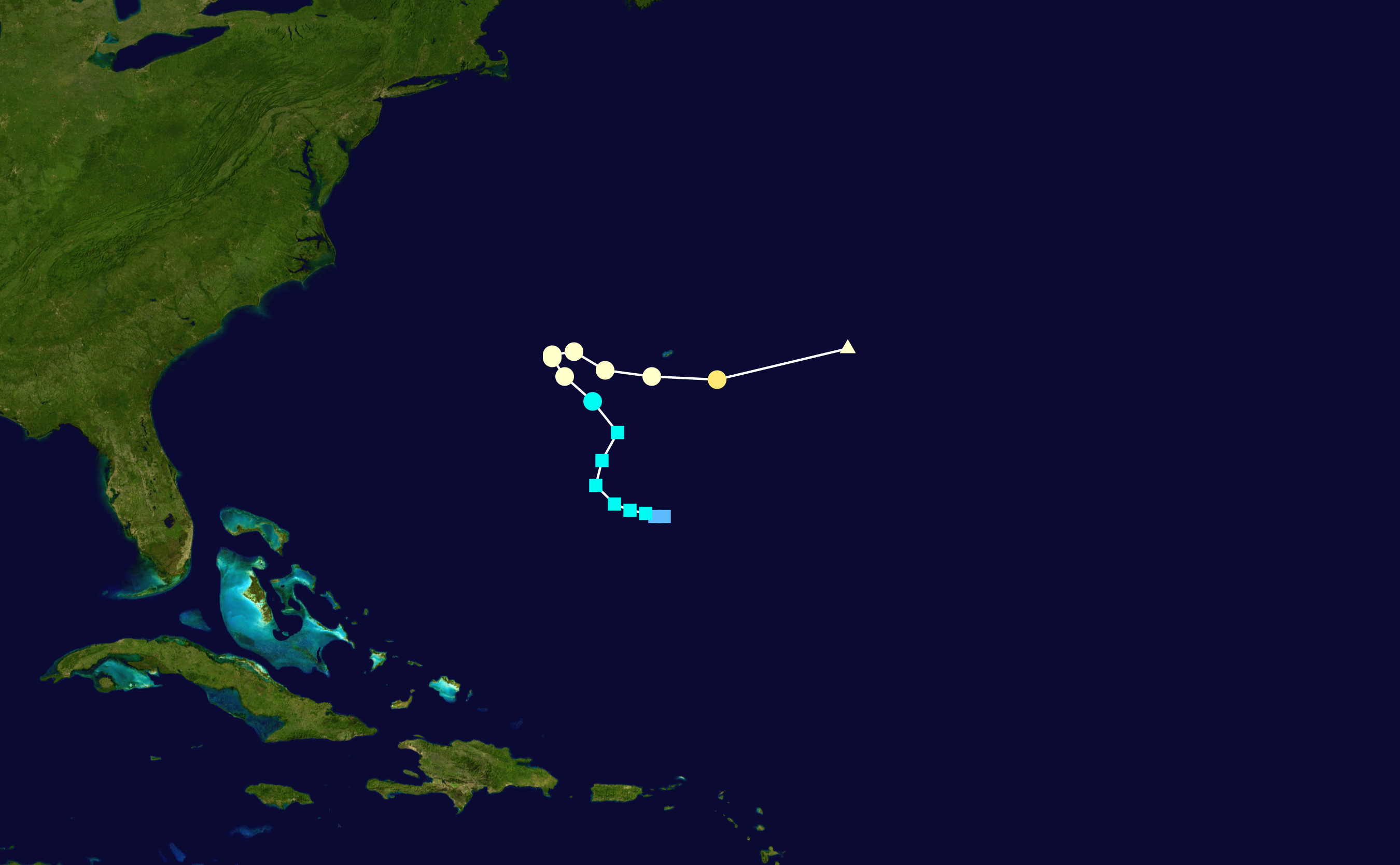
Mappa della traccia e dell'intensità della tempesta, secondo la scala Saffir-Simpson

Le origini di Grace risalgono a una zona di media pressione a bassa pressione che si è formata il 23 ottobre a sud delle Bermuda. La tempesta aveva inizialmente caratteristiche subtropicali e il centro di circolazione mancava di convezione per diversi giorni. La tempesta è stata classificata come subtropicale il 26 ottobre.
Un'area di nuvole vicino alle Bermuda è diventata sempre più convettiva e gradualmente è stata coinvolta nell'espansione e nello sviluppo della circolazione della tempesta subtropicale. L'attività di temporale persisteva vicino al centro e il 27 ottobre la tempesta raggiunse lo stato di tempesta tropicale e fu chiamata Grace.
L'uragano ha continuato ad intensificarsi; sulla base delle stime dell'intensità del satellite e dei rapporti di ricognizione, la tempesta era di categoria 1, il livello più basso sulla scala dell'uragano Saffir-Simpson. Grace ha raggiunto la sua massima intensità con venti di 165 km/h e una pressione barometrica centrale minima di 980 mbar (28.94 hPain hg), classificandosi come Categoria 2. A livello operativo, tuttavia, si pensava che l'intensità di picco fosse stata di 120 km/h, il che lo avrebbe reso di Categoria 1 alla sua massima potenza. L'uragano era diretto verso nord-ovest fino al 28 ottobre, quando un ciclone extratropicale si è formato lungo un fronte freddo che si avvicinava al largo della costa del New England. Questa tempesta si è intensificata rapidamente e ha influenzato le correnti di sterzo del Grace, facendolo sterzare l'uragano bruscamente verso est. All'incirca nello stesso periodo, una caratteristica dell'occhio associata all'uragano Grace divenne evidente nelle immagini satellitari, nonostante la mancanza di una forte attività convettiva attorno al centro della tempesta.
L'uragano accelerò mentre continuava verso est e raggiunse la sua massima intensità, il 29 ottobre. Tuttavia, il rapido movimento in avanti della tempesta ha portato a una circolazione asimmetrica. Il centro ha superato di circa 80 km il sud delle Bermuda senza influenzare in modo significativo l'isola.
Lo stesso giorno, l'uragano Grace si voltò verso nord-est, mentre il fronte freddo che si avvicinava rapidamente minava il centro di livello inferiore della tempesta. Il sistema fu superato dal fronte e successivamente perse il suo status di sistema tropicale. Si spostò a nord lungo la parte anteriore e si fuse con il grande ciclone a nord. I resti del Grace divennero completamente indistinguibili il giorno successivo poiché furono completamente assorbiti da una tempesta extratropicale di passaggio il 30 ottobre. Il Nor'Easter si è notevolmente rafforzato a causa del contrasto di temperatura tra l'aria fredda a nord-ovest e il calore e l'umidità dei resti dell'uragano Grace.
Il sistema a bassa pressione ha continuato ad approfondirsi mentre si spostava verso sud-est e poi verso sud-ovest verso gli Stati Uniti. Il ciclone ha raggiunto la sua intensità di picco (630 km) a sud di Halifax con venti che arrivavano fino a 120 km/h. Questa tempesta divenne comunemente nota come la "tempesta perfetta", dalla quale è stato tratto un film.

## Preparativi e impatto

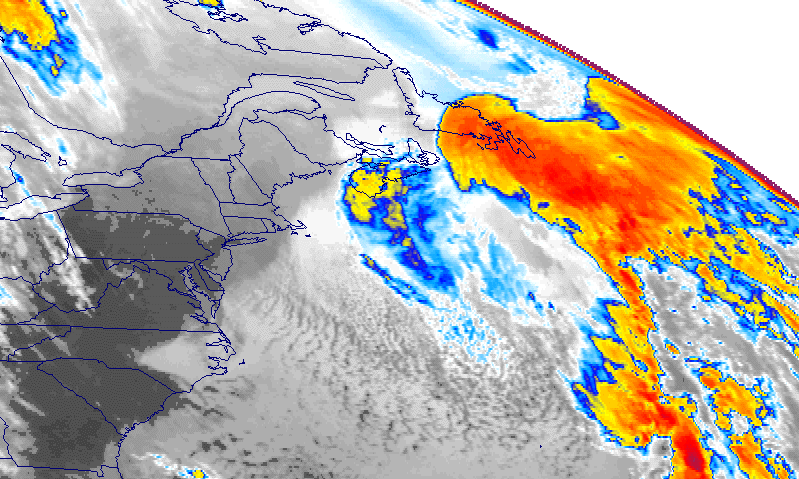
L'Uragano Grace (in basso a destra) che viene assorbito nel Nor'Easter (al centro)

Con l'avanzare dell'uragano Grace, il 27 ottobre è stato emesso un avviso di tempesta tropicale nelle Bermuda. Il giorno seguente, circa 10 ore prima dell'avvicinarsi della tempesta all'isola, l'avviso di tempesta tropicale è stato aggiornato a un avvertimento di uragano. Il 29 ottobre, l'avviso di uragano è stato abbassato a un avvertimento di tempesta tropicale, che è stato modificato in un avvertimento di burrasca poco dopo. L'isola ha sperimentato bande di tempo squallido in associazione con la tempesta.
Le precipitazioni hanno raggiunto il picco con un'altezza di 82 mm. Tuttavia, non è stato segnalato alcun danno significativo. Uno yacht che viaggiava dalle Bermuda a New York ha incontrato venti forti al largo della costa della Virginia; i suoi nove occupanti furono salvati da elicotteri della Guardia Costiera.
A causa delle sue grandi dimensioni, il Grace generò grandi ondate lungo la costa orientale degli Stati Uniti; combinate a maree anormalmente alte: queste onde hanno raggiunto almeno i 4,6 metri d'altezza.
Nonostante una lieve erosione della spiaggia, non si sono verificati danni alle proprietà, sebbene il Carolina Beach abbia perso circa 30 cm di sabbia.
Nonostante i leggeri impatti dell'uragano Grace, il risultante Nor'Easter ha causato gravi danni costieri, alto mare e forti venti. Raffiche di vento dell'uragano sono state segnalate nel New England. La tempesta agitò l'oceano per diversi giorni; ed è stata segnalata un'onda di 31 m di altezza.
Ampie inondazioni costiere si sono verificate lungo la costa del Mid-Atlantic e negli Stati Uniti nord-orientali, con effetti devastanti dal nord di Terranova alla Giamaica. Il Nor'Easter alla fine si trasformò in un altro uragano che andò in Nuova Scozia. Una nave conosciuta come Andrea Gail fu dispersa, insieme ai suoi sei membri dell'equipaggio, durante la tempesta. La storia di Andrea Gail ha inspirato il libro di Sebastian Junger del 1997, The Perfect Storm, e un film del 2000.